# 8110 Heath
8110 Heath è un asteroide della fascia principale. Scoperto nel 1995, presenta un'orbita caratterizzata da un semiasse maggiore pari a 2,6300084 UA e da un'eccentricità di 0,0785746, inclinata di 3,68523° rispetto all'eclittica.